# Main Event der World Series of Poker 1986
Das Main Event der World Series of Poker 1986 war das Hauptturnier der 17. Austragung der Poker-Weltmeisterschaft in Las Vegas.

## Turnierstruktur
Das Hauptturnier der World Series of Poker in No Limit Hold’em startete am 21. Mai und endete mit dem Finaltisch am 23. Mai 1986. Ausgetragen wurde das Turnier im Binion’s Horseshoe in Las Vegas. Die insgesamt 141 Teilnehmer mussten ein Buy-in von je 10.000 US-Dollar zahlen, für sie gab es 36 bezahlte Plätze. Mit Wendeen Eolis erreichte erstmals eine Frau die Preisgeldränge. Sie schloss das Turnier auf dem 25. Platz für ein Preisgeld von 10.000 US-Dollar ab.

## Finaltisch

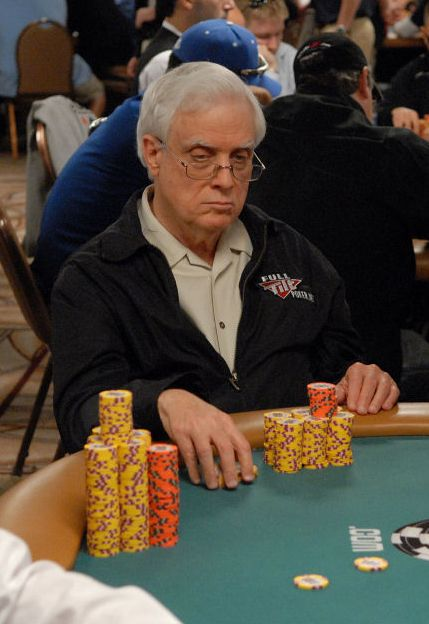
Berry Johnston (2007)

Der Finaltisch wurde am 23. Mai 1986 ausgespielt. In der finalen Hand gewann Johnston mit A♠ 10♥ gegen Hart mit A♦ 8♦.
| Platz | Herkunft           | Spieler        | Preisgeld (in $) |
| ----- | ------------------ | -------------- | ---------------- |
| 1     | Vereinigte Staaten | Berry Johnston | 570.000          |
| 2     | Vereinigte Staaten | Mike Hart      | 228.000          |
| 3     | Vereinigte Staaten | Gary Berland   | 114.000          |
| 4     | Vereinigte Staaten | Jesse Alto     | 062.700          |
| 5     | Vereinigte Staaten | Bill Smith     | 051.300          |
| 6     | Vereinigte Staaten | Roger Moore    | 039.900          |